# Nicola Kollmann
Nicola Kollmann (* 23. November 1994 in Vaduz) ist ein liechtensteinischer Fussballspieler.

## Karriere

### Verein
In seiner Jugend spielte Kollmann für den FC Ruggell. Seine erste Station im Herrenbereich war der FC Schaan, dem er sich 2012 anschloss. Seit 2015 spielt er wieder für Ruggell. 

### Nationalmannschaft
Kollmann gab sein Länderspieldebüt für die liechtensteinische Fussballnationalmannschaft am 7. Oktober 2020 beim 2:1 gegen Luxemburg im Rahmen eines Freundschaftsspieles, als er in der 86. Minute für Aron Sele eingewechselt wurde.